# Octocryptus
Octocryptus là một chi bọ cánh cứng trong họ 
Elateridae.
Chi này được miêu tả khoa học năm 1892 bởi Candèze.

## Các loài
Các loài trong chi này gồm:
- Octocryptus babaulti Fleutiaux, 1944
- Octocryptus cardoni Candèze, 1892
- Octocryptus coomani Fleutiaux, 1943
- Octocryptus kalesarensis Vats & Kashyap, 1995
- Octocryptus maindroni Fleutiaux, 1944
- Octocryptus radula Candèze, 1893
- Octocryptus wittmeri Chassain, 1979